# Chilka
Chilka är en sjö eller snarare lagun på Indiens östra kust, på gränsen till distriktet Ganjam i södra Orissa, står i förbindelse med havet genom en smal kanal och har under den torra årstiden en areal av omkring 900 km², under monsuntiden mer än 1 165 km². 
Medeldjupet är knappt 1 m och överstiger ingenstans 1,5 m. Sjöns botten ligger något lägre än havsytan vid ebb. Vid flodtid strömmar havsvattnet in, men då mynningen är smal, hinner det inte bringa sjöns yta i nivå med havets höjd. I december och januari är sjöns vatten lika salt som havets, men i den mån nederbörden och tillflödet till sjön från landsidan ökas, blir det alltmera sött.